# محافظة تشونبوري
محافظة تشونبوري أو تنطق شون بوري (بالتايلاندية:ชลบุรี) (بالإنجليزية:Chonburi) هي واحدة من محافظات تايلاند الخمس والسبعين، المحافظات المجاورة لها هي محافظة رايونغ ومحافظة تشانثابوري ومحافظة شاشوينجساو .

## الجغرافيا
تقع المحافظة في الطرف الشمالي من خليج تايلاند وتمتد الجبال من الشمال الغربي الي الجنوب الشرقي للمحافظة وفي الشمال تتميز بالسهول الخصبة التي تستخدم بالزراعة وتتميز المحافظة بوجود واحد من الموانئ العميقة في تايلاند.

## التقسيمات الادارية
تنقسم محافظة تشونبوري في 11 مقاطعات داخلية. وتنقسم هذه إلى 92 مقاطعة فرعية (بلدية) و 691 قرية.
| 1. موينج تشونبوري 2. بان بيانج 3. نونغ ياي 4. بانج لمبينج 5. فان ثونغ 6. فانيت ناكوم | 1. سي رشا 2. كوه سانجنج 3. ساتاهيب 4. خاو كيجوكات 5. كو شان |

## أعلام
- اتابونغ نوبروم
- سوكانيا سريسورات